# Stylophonic
Stefano Fontana, más conocido como Stylophonic (Milán, Lombardía, 2 de octubre de 1970), es un disc jockey italiano

## Biografía
Nacido en Milán el 2 de octubre de 1970, su carrera comienza en 1987. Desde pequeño él se interesó por la música house. En 2003 lanzó su primer álbum, Man Music Technology.
Su fama es prácticamente mundial, conocido en casi todo el mundo.
Dos de sus canciones, "Baby Beat Box" y "Stylophonic" fueron seleccionadas para los spots de Dolce & Gabbana, una prestigiosa marca italiana de alta costura.